# Jetsada Jitsawad
Jetsada Jitsawad (thaï : เจษฎา จิตสวัสดิ์) (né le 5 août 1980 à Bangkok en Thaïlande) est un footballeur international thaïlandais, qui évoluait au poste de défenseur.

## Biographie

### Carrière en sélection
Avec l'équipe de Thaïlande, il joue 24 matchs (pour aucun but inscrit) entre 2002 et 2013. 
Il figure dans le groupe des sélectionnés lors des coupes d'Asie des nations de 2004 et de 2007, où son équipe est éliminée à chaque fois au premier tour.
Il joue par ailleurs cinq matchs comptant pour les tours préliminaires de la coupe du monde, lors des éditions 2006, 2010 et 2014.

## Palmarès
| Tobacco Monopoly - Championnat de Thaïlande (1) : - Champion : 2004-05. - Supercoupe de Thaïlande (1) : - Vainqueur : 2006. |  | Muangthong United - Championnat de Thaïlande (1) : - Champion : 2010. |